# 헨리 퍼셀

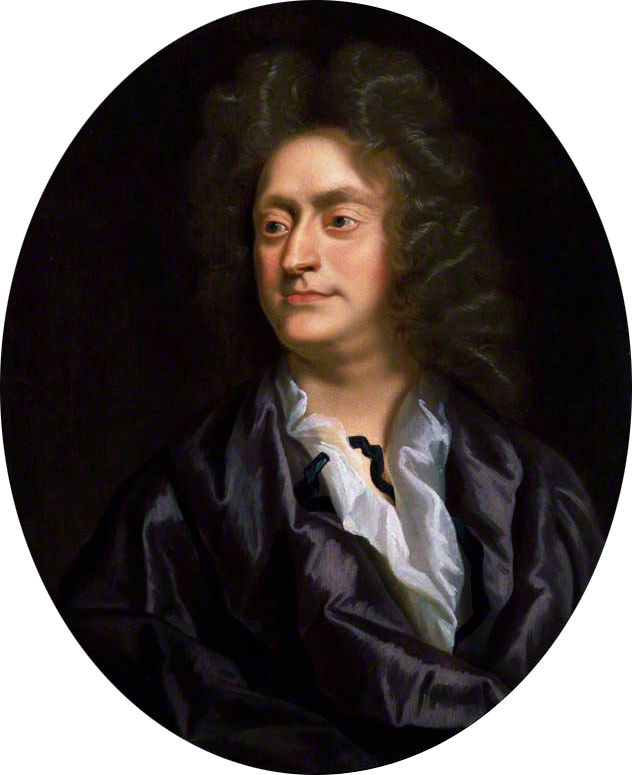
존 클러스터만이 그린 1695년의 헨리 퍼셀.

헨리 퍼셀(영어: Henry Purcell, 1659년 9월 10일경 ~ 1695년 11월 21일)은 영국의 작곡가이다. 이탈리아 음악과 프랑스 음악의 요소를 모두 가지고 있지만, 영국 바로크 음악의 독창적인 작풍으로 곡을 썼다는 평가를 받는다. 대표적인 작품으로는 오페라 《디도와 아이네이아스》가 있다.

## 생애

### 유년기
런던 웨스트민스터에서 헨리 퍼셀과 엘리자베스 퍼셀 사이에서 1659년에 태어났다. 아버지 헨리 퍼셀은 젠틀맨으로 왕실 예배당Royal Chapel의 성가대원으로서 찰스 2세의 대관식에서 노래를 부른 적도 있었다. 아들 헨리 퍼셀은 큰형 에드워드 퍼셀과 남동생 다니엘 퍼셀이 있었는데, 다니엘 퍼셀 역시 작곡가가 되어 헨리 퍼셀이 사망한 후 그의 유작인 《인도의 여왕The Indian Queen》의 마지막 장을 완성시킨다. 헨리 퍼셀의 집은 웨스트민스터 사원으로부터 서쪽으로 불과 몇백미터 떨어진 곳에 있었다.
헨리 퍼셀이 5세 되던 해인 1664년, 그의 아버지가 사망한다. 헨리 퍼셀과 형제들은 큰아버지인 토머스 퍼셀이 극진한 사랑으로 양육한다. 헨리는 토마스를 따라 왕실 예배당의 성가대원이 되어 어린이 성가대 지휘자였던 헨리 쿠크Henry Cooke와 그 후임자인 펄햄 험프리Pelham Humfrey로부터 음악교육을 받는다. 토마스의 가족들은 당대 영국의 유명 작곡가였던 매튜 로크Matthew Locke와 친하게 지냈는데, 헨리 퍼셀은 매튜 로크에게서도 음악적 영향을 받은 것으로 인정된다. 헨리는 변성기가 온 1673년에 성가대를 그만두고 오르간 제작자이자 왕에게 납품되는 관악기의 관리인이었던 존 힝스턴John Hingston의 도제가 된다.

### 작곡가로서의 삶
퍼셀은 9세부터 작곡을 했다고 전해지는데, 남아있는 첫번째 작품은 1670년에 작곡한 왕의 생일을 축하하기 위한 곡이었다고 한다. 험프리의 죽음 이후 퍼셀은 존 블로 아래에서 계속 공부했다. 그는 웨스트민스터 스쿨에 다녔으며, 1676년에 웨스트민스터 사원의 복사 담당자로 임명되었다. 1677년에는 궁정의 상임 작곡가 및 지휘자가 되었다.
1679년부터 웨스트민스터 사원의 오르가니스트로 활동했고 더 나아가 왕실예배당의 오르가니스트로도 활약했다. 같은 해, 그는 존 플레이포드John Playford의 Choice Ayres를 위해 곡을 작곡했고, 왕실 예배당을 위해 이름이 알려지지 않은 가곡과 대화 미사와 찬송가를 작곡했다. 토마스 퍼셀의 편지에 따르면 이 찬송가가 당시 캔터베리에 있던 존 고슬링John Gostling 목사를 위해 작곡 되었지만 나중에 왕실 예배당의 젠틀맨들을 위한 것으로 바뀌었다는 것을 알 수 있다. 퍼셀은 고슬링의 놀라운 깊은 저음의 목소리를 위해 몇 개의 찬송가를 작곡했다. 이 종교적인 작품들 중 몇 가지는 작곡된 날자가 알려져 있는데, 대표적인 예로 찬송가 They that go down to the sea in ships가 있다.
1679년, 10년 전에 웨스트민스터 사원의 오르가니스트로 지명되었던 블로Blow가 퍼셀을 위해 사임했다. 그는 이때부터 6년 동안 극장과의 관계를 끊고 종교적인 음악을 작곡하는 데에 전념했다. 하지만 그가 새로운 직책을 맡기 전인 연초에 그는 두개의 중요한 작품을 무대에 올렸는데 나다니엘 리Nathaniel Lee의 Theodosius와 토마스 더피Thomas d'Urfey의 Virtuous Wife이다. 1680년과 1688년 사이에 퍼셀은 7개의 연극의 음악을 작곡했다. 영국 연극 음악의 역사에서 매우 중요하다고 평가받는 《디도와 아이네이아스》도 이 시기에 작곡된 것으로 보이며, 그것의 초기 작품은 문서화 된 1689년보다 먼저 작곡되었을 수도 있다.

### 죽음
그는 격무에 시달리다가 35세의 젊은 나이로 유언을 남기지 못할 만큼 쇠약해져 죽었다. 짧은 생애 동안 400곡이 넘는 다수의 교회 음악과 기악곡을 남겼으며, 이 밖에도 오페라《디도와 아이네아스 Dido and Aeneas》(1689)를 비롯한 세미 오페라 《아더왕 King Arthur》 《요정의 여왕》 《인도의 여왕》 등의 오페라를 씀으로써 영국 바로크음악의 발전에 많은 공헌을 하였다. 그가 마지막으로 작곡한 곡은 메리 2세를 위한 장례 음악이었다.

퍼셀의 작품들은 홀수의 소절(小節)로 이루어진 주제(主題), 불규칙한 프레이징, 박자와 리듬의 충돌 등 규칙에 얽매이지 않는 자유분방한 것들로서 왕정복고(王政復古) 후의 영국음악은 그의 창작에 의하여 비로소 국제적 수준에 도달하였다.

## 같이 보기
- 헨리 퍼셀의 작품 목록, en:List of compositions by Henry Purcell
- 디도와 에네아스
- 아서 왕
- 요정 여왕

## 주해
1. ↑  정확한 생일은 알려져있지 않다. 세례기록도 알려진바가 없다. 1659년이라는 연도는 웨스트민스터 사원의 기념비와 한 작품의 서장의 기록에 근거를 둔다. 9월 10일이라는 생일은 GB-Cfm 88 문헌에 모호하게 적힌 것에 근거한다. 이에 따르면 퍼셀이 처음으로 직장을 가진 1677년 9월 10일은 그의 18번째 생일이 된다.

## 참고 문헌
- "Purcell, Henry" in Encyclopedia Britannica, 15th edition, 1986. ISBN 0-85229-434-4.
- Peter Holman, Robert Thompson. "Henry Purcell (ii)", Grove Music Online, ed. L. Macy (accessed March 17, 2006), grovemusic.com (subscription access).
- Wells, J. C: Longman Pronunciation Dictionary. Harlow, Essex: Longman. ISBN 0-582-36467-1.
- Opera: A Concise History, by Leslie Orrey and Rodney Milne, World of Art, Thames & Hudson.
- This article incorporates text from the Encyclopædia Britannica Eleventh Edition, a publication now in the public domain.